# Medalia comemorativă „Peleș”
Medalia comemorativă „Peleș” a fost instituită în anul 1933 prin Decretul Regal nr. 2305/1933 de către Carol al II-lea și a fost conferită membrilor familiei regale și invitaților cu prilejul serbărilor din 26 septembrie 1933 ale semicentenarului inaugurării castelului Peleș din Sinaia.

## Descriere
Medalia, realizată de sculptorul Ion Jalea, este de metal aurit și are:
- pe avers, capetele acolate ale regilor Carol I, Ferdinand I și Carol al II-lea, cu inscripția circulară „50 de ani de la întemeierea castelului Peleș – la Sinaia”, iar jos coroana regală încadrată de datele 1883 și 1933;[3]
- pe revers, versurile poetului Vasile Alecsandri:[3]

„Eu Carol cu al meu popor,
      Clădit-am într’un gând și dor,
       În timp de lupte al seu regat,
       În timp de pace al meu palat.”
Panglica este verde, iar pe margini câte o dungă argintie cu fir negru la mijloc.

## Conferire
În 26 septembrie 1933 la Castelul Peleș, după oficierea unui serviciu divin de către patriarhul Miron Cristea, au fost dezvelite statuile a regelui Carol I (realizată de Oscar Han) și a reginei Elisabeta (realizată de Oscar Späthe). A urmat o masă de onoare, pe platoul din fața castelului, în cinstea celor aproape șase sute de invitați, atât personalități civile, cât și ofițeri superiori și militari din garnizoana Sinaia, cărora, la încheierea manifestării, li s-a oferit medalia comemorativă Peleș.